# Institut Max-Planck de conversion chimique de l'énergie
L'Institut Max-Planck de conversion chimique de l'énergie (en allemand Max-Planck-Institut für Chemische Energiekonversion) abrégé en  MPI CEC est un institut de recherche de la Société Max-Planck pour le développement des sciences situé à Mülheim an der Ruhr.

## Thèmes de recherche
L'institut de conversion chimique de l'énergie a pour thème l'étude des processus chimiques fondamentaux qui jouent un rôle dans le stockage et la conversion de l'énergie. L'objectif est de stocker l'énergie provenant de ressources renouvelables telles que le soleil et le vent pour qu'elle puisse être utilisée indépendamment du temps et du lieu.

## Structure
L'institut est composé de trois départements : 
- Spectroscopie anorganique
- Catalyse moléculaire
- Réactions hétérogènes

En 2022, l'Institut compte environ 280 membres, avec plus de 30 nationalités présentes.

## Histoire de l'Institut
L'institut est issu d'un département indépendant de chimie des rayonnements de l'Institut Max-Planck de recherche sur le charbon, créé en 1958. En 1973, le département a été rebaptisé Institut für Strahlenchemie im MPI für Kohlenforschung (Institut de chimie des rayonnements au MPI pour la recherche sur le charbon) ; en 1981, le département a reçu le statut d'Institut Max-Planck indépendant, sous le nom  Max-Planck-Institut für Strahlenchemie (Institut Max-Planck de chimie du rayonnement). Entre 2003 et 2012, l'institut a été appelé Institut Max-Planck-Institut für bioanorganische Chemie (Institut Max Planck de chimie bioinorganique). En 2012, il a été rebaptisé, restructuré et s'appelle désormais l'Institut Max-Planck de conversion chimique de l'énergie.

## International Max Planck Research School
Comme les autres instituts Max Planck, l'institut est partie prenante d'une International Max Planck Research School (IMPRS). Elle a pour nom  Reactive Structure Analysis for Chemical Reactions (abrégé en RECHARGE) et offre une formation doctorale dans le domaine énergétique, en collaboration avec l'Université de la Ruhr à Bochum,  l'Université de Duisbourg et Essen, l'Université de Bonn et l'Institut Max-Planck pour la recherche sur les cellules souches. L'école est centrée sur la recherche interdisciplinaire entre la chimie et la physique, en mettant l'accent sur les mécanismes catalytiques, l'analyse physicochimique et les questions énergétiques.